# إدوارد بنيس
إدوارد بنيس (بالإنجليزية: Edward Bennis)‏ هو مدرب كرة سلة أمريكي، (ولد في فيلادلفيا في الولايات المتحدة 1885 – 1936 م).

## وصلات خارجية
- إدوارد بنيس على موقع كلية كرة السلة في سبورتس رفرنس.كوم (الإنجليزية)